# John Thorrington
John Gerard Thorrington (Johannesburg, 17 ottobre 1979) è un dirigente sportivo ed ex calciatore statunitense, di ruolo centrocampista. È il direttore sportivo dei Los Angeles FC.

## Carriera

### Club
Nel 1997, a 17 anni, Thorrington firma un contratto con il Manchester United. Non trova spazio in prima squadra, così viene ceduto al Bayer Leverkusen, club della Bundesliga. Nella stagione 2000-2001 milita per un breve periodo nel Bolton Wanderers, poi firma con l'Huddersfield Town, club della seconda serie inglese. L'Huddersfield retrocede senza che Thorrington abbia tutta la documentazione necessaria per poter debuttare in campo. Al termine della stagione successiva s'infortuna a una gamba. Nel marzo del 2004 passa al Grimsby Town, dove non riesce a trovare spazio fra i titolari, così l'anno successivo firma con i Chicago Fire. Nel 2006, durante il primo allenamento nel nuovo stadio del club, Thorrington s'infortuna al ginocchio. Nel 2007 le comincia a giocare con una certa regolarità con i Fire. Il 21 ottobre 2007 ha segnato il primo gol con la maglia di Chicago contro i Los Angeles Galaxy.

### Nazionale
Vanta 4 presenze con la maglia della Nazionale di calcio degli Stati Uniti, la prima delle quali ottenuta il 7 giugno 2001 in una partita contro l'Ecuador.

### Dirigente
Dall'8 dicembre 2015 ricopre la carica di direttore sportivo dei Los Angeles FC, l'ultimo club entrato in Major League Soccer.

## Statistiche

### Cronologia presenze e reti in nazionale
| Cronologia completa delle presenze e delle reti in nazionale ― Stati Uniti | Cronologia completa delle presenze e delle reti in nazionale ― Stati Uniti | Cronologia completa delle presenze e delle reti in nazionale ― Stati Uniti | Cronologia completa delle presenze e delle reti in nazionale ― Stati Uniti | Cronologia completa delle presenze e delle reti in nazionale ― Stati Uniti | Cronologia completa delle presenze e delle reti in nazionale ― Stati Uniti | Cronologia completa delle presenze e delle reti in nazionale ― Stati Uniti | Cronologia completa delle presenze e delle reti in nazionale ― Stati Uniti |
| Data                                                                       | Città                                                                      | In casa                                                                    | Risultato                                                                  | Ospiti                                                                     | Competizione                                                               | Reti                                                                       | Note                                                                       |
| -------------------------------------------------------------------------- | -------------------------------------------------------------------------- | -------------------------------------------------------------------------- | -------------------------------------------------------------------------- | -------------------------------------------------------------------------- | -------------------------------------------------------------------------- | -------------------------------------------------------------------------- | -------------------------------------------------------------------------- |
| 7-6-2001                                                                   | Columbus                                                                   | Stati Uniti                                                                | 0 – 0                                                                      | Ecuador                                                                    | Amichevole                                                                 | -                                                                          | 71’                                                                        |
| 22-6-2008                                                                  | Bridgetown                                                                 | Barbados                                                                   | 0 – 1                                                                      | Stati Uniti                                                                | Qual. Mondiali 2010                                                        | -                                                                          | 78’                                                                        |
| 19-11-2008                                                                 | East Rutherford                                                            | Stati Uniti                                                                | 2 – 0                                                                      | Guatemala                                                                  | Qual. Mondiali 2010                                                        | -                                                                          |                                                                            |
| 24-1-2009                                                                  | Carson                                                                     | Stati Uniti                                                                | 3 – 2                                                                      | Svezia                                                                     | Amichevole                                                                 | -                                                                          | 61’                                                                        |
| Totale                                                                     |                                                                            | Presenze                                                                   | 4                                                                          |                                                                            | Reti                                                                       | 0                                                                          |                                                                            |

## Palmarès

### Club

#### Competizioni nazionali
- Lamar Hunt U.S. Open Cup: 1

Chicago Fire: 2006